# Maya Fernández
Maya Alejandra Fernández Allende (Santiago, 27 de septiembre de 1971) es una bióloga, médica veterinaria y política chilena, militante del Partido Socialista (PS). Se desempeñó como ministra de Defensa Nacional de su país, entre marzo de 2022 hasta marzo de 2025, bajo el gobierno del presidente Gabriel Boric. Fue diputada de la República, en representación del distrito n° 10, de la Región Metropolitana, durante el periodo legislativo 2018-2022; en esta gestión parlamentaria ejerció la presidencia de la Cámara de Diputados, entre marzo de 2018 y misma fecha de 2019.
Fungió como concejala de la comuna de Ñuñoa entre 2008 y 2012. Durante las elecciones municipales de ese último año, postuló a la alcaldía de dicha comuna. El resultado ante el alcalde Pedro Sabat (RN) fue sumamente ajustado; en los primeros días tras la elección, el Servicio Electoral (Servel) informó que ella había ganado por 18 votos de ventaja. Sin embargo, existían mesas controvertidas, por lo que de acuerdo a la ley electoral chilena, y tras una reclamación presentada por el partido de Sabat, se procedió a un recuento de las mesas. Dicho conteo generó un vuelco en la elección, declarando finalmente reelecto a Sabat, por el periodo 2012-2016. Luego, se desempeñó como diputada en representación del antiguo distrito n° 21, que agrupaba a las comunas de Providencia y Ñuñoa; durante el periodo entre 2014 y 2018.
Luego de asumir como ministra de Defensa Nacional, bajo el gobierno de Gabriel Boric en marzo de 2022, se convirtió en la segunda mujer militante socialista después del retorno a la democracia en 1990 en ostentar el cargo después de Michelle Bachelet y tercera en asumir el cargo después de la exministra del PPD Vivianne Blanlot, en 2006.

## Familia y estudios
Nació en Santiago, el 27 de septiembre de 1971, hija del diplomático y agente secreto cubano Luis Fernández Oña y la médica cirujana Beatriz Allende Bussi. Es la nieta menor del expresidente de la República Salvador Allende, y sobrina de la senadora Isabel Allende Bussi.
Tras el golpe de Estado de 1973 su familia se fue al exilio a Cuba, permaneciendo en la isla hasta los 21 años, cursando sus estudios primarios y secundarios en la "Escuela Primaria Solidaridad con Chile". Volvió a Chile en 1990 y se asentó definitivamente en marzo de 1992, año en que ingresó a estudiar biología en la Facultad de Ciencias de la Universidad de Chile. Posteriormente estudió medicina veterinaria en la misma casa de estudios superiores, titulándose de ambas carreras.
Está casada con Tomás Monsalve Egaña. Es madre de dos hijos: Fernando y Beatriz.

## Trayectoria política

### Inicios y concejala de Ñuñoa
En 1992 se incorporó al Partido Socialista de Chile (PS). Diez años más tarde, en 2002, se desempeñó laboralmente en el Servicio Agrícola y Ganadero (SAG), organismo del Ministerio de Agricultura.
Entre el 2006 y el 2012, formó parte de la extinta Dirección de Relaciones Económicas Internacionales (DIRECON) como encargada de temas sanitarios y fitosanitarios de los tratados y acuerdos comerciales firmados por Chile.
En las elecciones municipales de 2008 fue elegida concejala independiente por la Municipalidad de Ñuñoa, con el apoyo de la «Concertación de Partidos por la Democracia», por periodo 2008-2012, al obtener 4.655 votos, equivalentes al 5,14% del total.

### Elecciones municipales de 2012
En las elecciones municipales de 2012 postuló a la alcaldía de Ñuñoa por el PS, en la lista «Concertación Democrática». El favorito para ganar las elecciones era Pedro Sabat, que según diversas encuestas no debía tener problemas en alcanzar su cuarta victoria edilicia.
La elección, realizada el 28 de octubre de 2012 y que resultó en diversas derrotas emblemáticas para el oficialismo (particularmente en Santiago y Providencia), mostró un resultado muy estrecho. Luego de que durante la noche de ese día eran computadas nuevas mesas, la distancia entre Sabat y Fernández se estrechó, llegando a 92 votos a favor de Fernández al finalizar la jornada, tras lo cual Sabat reconoció su derrota.

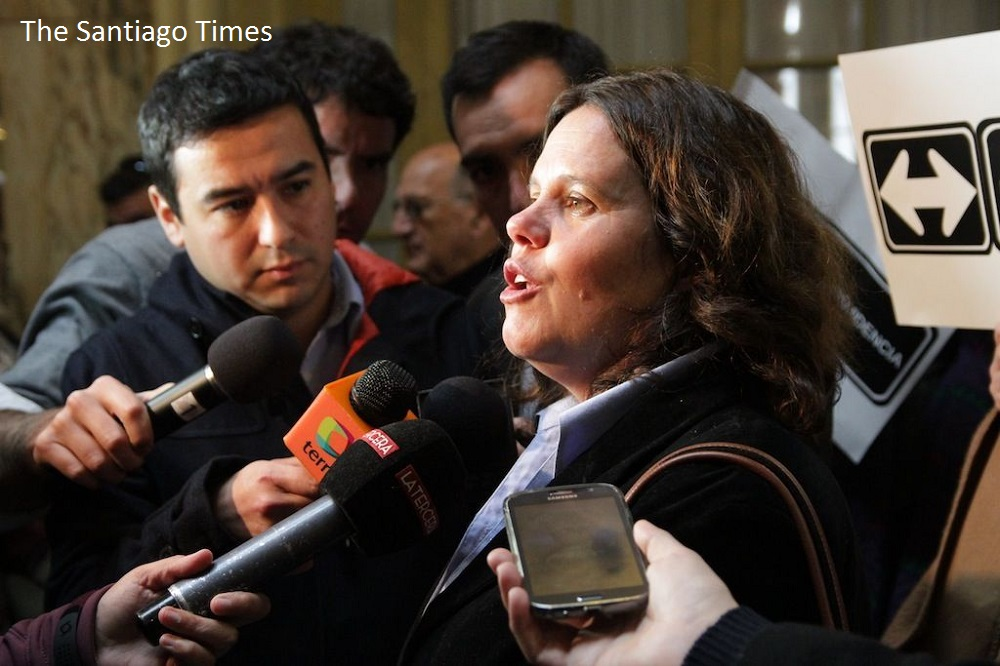
Fernández en 2013.

En los días posteriores, sin embargo, el Servicio Electoral cometió errores en la entrega de resultados y se presentaron diversas denuncias respecto a mesas que no habían sido contabilizadas varios días después de las elecciones. El 2 de noviembre, el colegio escrutador confirmó la victoria de Fernández por 18 votos.
Días después, abogados de RN presentaron un reclamo respecto a la mesa 3V del Estadio Nacional, que no se habría contado por discrepancias entre las actas, el número de votos y el número de firmas. Un recuento se realizó el viernes 9 a más de una veintena de mesas, incluyendo la mesa 3V, donde más de treinta votos favorables a Sabat fueron incorporados, revirtiendo el resultado. El PS anunció que reclamaría del resultado final, pero el recurso fue finalmente desechado por ser presentado fuera de plazo. El 13 de noviembre, el Segundo Tribunal Electoral de la Región Metropolitana confirmó la victoria de Sabat por 30 votos a su favor.

### Diputada

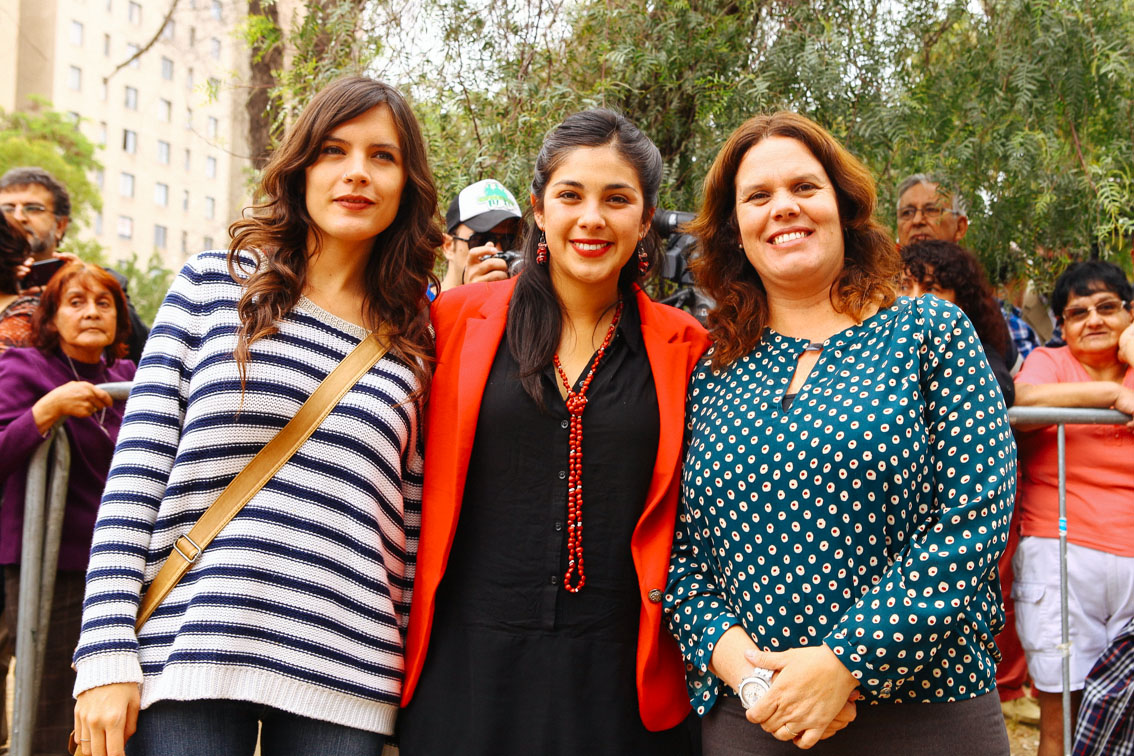
Fernández (a la derecha) junto a las futuras diputadas Camila Vallejo y Karol Cariola durante la campaña parlamentaria de 2013.

En 2013 se desempeñaba como delegada de la Junta de Vecinos Parque Gorostiaga, cuando en las elecciones parlamentarias de ese año, postuló al cargo de diputada por el entonces distrito n° 21, que comprendía las comunas santiaguinas de Ñuñoa y Providencia. En la elección recibió más de 58 mil votos, que constituyeron el 31,31% del total, con lo que resultó elegida como parlamentaria para el periodo 2014-2018. Integró las Comisiones Permanentes de Cultura, Artes y Comunicaciones; Economía, Fomento; Micro, Pequeña y Mediana Empresa; Protección de los Consumidores y Turismo; y Vivienda, Desarrollo Urbano y Bienes Nacionales y, a partir de abril de 2015, en la de Bomberos.
Integró además, la Comisión Especial Investigadora de la responsabilidad de los organismos públicos en razón de las eventuales irregularidades en el financiamiento extranjero de campañas presidenciales y la Comisión Especial Investigadora de la labor fiscalizadora de los órganos públicos competentes sobre el funcionamiento de las cooperativas, en particular respecto de la situación que afecta a la cooperativa Financoop (CEI 49).
En las elecciones parlamentarias de 2017, fue reelecta como diputada, esta vez por el nuevo distrito n° 10, de la Región Metropolitana (correspondiente a las comunas de; Santiago, Providencia, Ñuñoa, La Granja, Macul, San Joaquín), dentro del pacto «La Fuerza de la Mayoría», por el periodo 2018-2022. Obtuvo 28.437 votos, equivalente al 6,52% de los sufragios válidamente emitidos. Durante este período integró las comisiones permanentes de Relaciones Exteriores; Mujeres y Equidad de Género; Economía, Fomento; Micro, Pequeña y Mediana Empresa; Protección de los Consumidores y Turismo; Deportes y Recreación y de Defensa Nacional (la que presidió entre el 14 de julio de 2020 y el 23 de marzo de 2021).
Integró además, las Comisiones Especiales Investigadoras (CEI): sobre Inversión en hospitales y contratación de personal; sobre Actos que puedan significar reducción injustificada de registro de defunciones por la pandemia de COVID-19; sobre Actos del Gobierno en relación con el tráfico de migrantes; sobre Actos del gobierno en relación con Ley N° 21.330 sobre anticipo de rentas vitalicias; sobre Actos del Gobierno (Carabineros e Investigaciones) en el marco del control del orden público; y sobre Permisos de construcción a lo largo de la traza de la falla geológica de San Ramón.

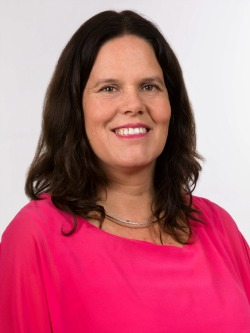
Fotografía oficial (2018).

El 11 de marzo de 2018 asumió como presidenta de la Cámara de Diputados, convirtiéndose en la cuarta mujer en asumir este cargo. Su mesa directiva estuvo compuesta por la primera vicepresidencia del diputado Jaime Mulet Martínez y la segunda vicepresidencia de Mario Venegas Cárdenas. Dejó la función el 19 de marzo de 2019. Parlamentarios del PS aseguraron que a partir de este cargo mantuvo conversaciones sobre proyectos de ley con distintos grupos dentro de la cámara baja, entre ellos el Frente Amplio.
En 12 de junio de 2020, junto a la exsenadora demócrata Cristiana Carmen Frei, la diputada comunista Carmen Hertz y la excandidata presidencial del Frente Amplio Beatriz Sánchez, firmaron una carta pública, cuestionando el deficiente control sanitario que ha tenido el segundo gobierno de Sebastián Piñera durante la crisis de salud, y exigieron la renuncia inmediata del entonces ministro de Salud, Jaime Mañalich, sosteniendo que:

«El actual líder –Mañalich– se solaza con sus palabras, y cuestiona a periodistas e ironiza, cientos de personas sufren la pérdida de sus seres queridos, no pudiendo despedirlos en paz, padeciendo el colapso del sistema hospitalario y contrastando su dolor con la soberbia de un ministro al que se le acabó su tiempo. No podemos seguir alentando la impunidad respecto a quienes han tomado decisiones que están generando dolor, sufrimiento y muerte en Chile».
Frei, Hertz, Sánchez y Fernández.

Paralelamente, en 2021 fue presidenta de la comisión encargada de revisar una acusación constitucional presentada por las bancadas de centroizquierda en contra del presidente Sebastián Piñera por el caso Dominga.
El 23 de agosto de 2021, anunció que no buscaría una segunda reelección como diputada, «Uno puede hacer política en otros espacios», comentó en una declaración pública. En la interna del PS, algunas fuentes atribuyen la decisión de no competir en las entonces próximas parlamentarias –ni repostular en su escaño de diputada ni asumir la competencia por la senatorial en el cupo que dejó Carlos Montes- a la molestia que existió con la directiva encabezada por Álvaro Elizalde, a la cual se ha responsabilizado por el pésimo resultado en la consulta ciudadana presidencial y una serie de decisiones políticas erráticas en el diseño de la plantilla parlamentaria.
En la elección presidencial de 2021 entregó su apoyo a Gabriel Boric, candidato del pacto Apruebo Dignidad, en lugar de la candidata Yasna Provoste de Nuevo Pacto Social, coalición de la cual formaba parte su partido. En la segunda vuelta de diciembre, trabajó junto a la diputada comunista Karol Cariola en la campaña «Un millón de puertas por Boric», donde recorrió las regiones de O'Higgins, El Maule, Biobio, y La Araucanía.

### Ministra de Estado

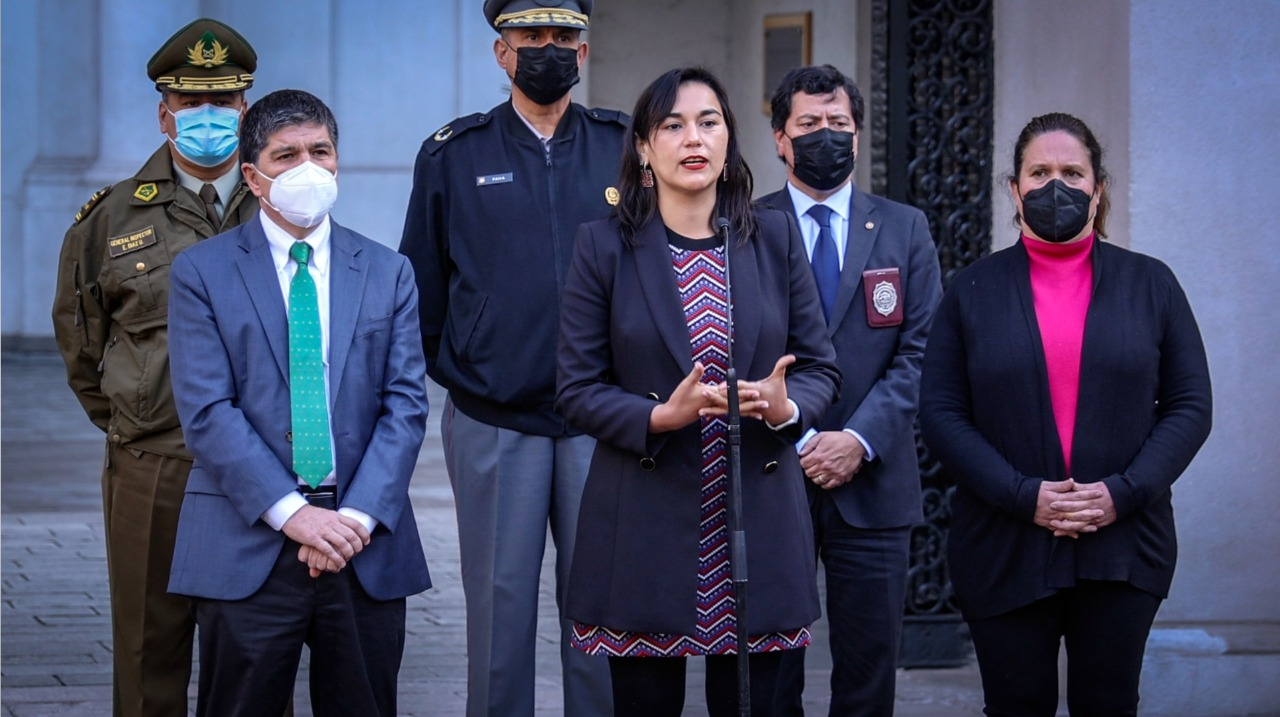
Fernández (derecha) junto a la ministra Izkia Siches.

El 21 de enero de 2022 fue nombrada como ministra de Defensa Nacional para integrar el gabinete del presidente Gabriel Boric, tras su triunfo en dicha elección presidencial. Se convirtió en la segunda mujer socialista posterior al retorno a la democracia en 1990 en ostentar el cargo después de Michelle Bachelet (quien ocupó ese puesto entre 2002 y 2004) y tercera mujer en asumir el ministerio castrense después de la exministra miembro del PPD Vivianne Blanlot (que ocupó ese puesto entre 2006 y 2007). Su nombramiento causó revuelo por ser la nieta del expresidente socialista Salvador Allende quien fuera derrocado por las Fuerzas Armadas en el golpe de Estado del 11 de septiembre de 1973. Es por esto último que también vivió un momento simbólico en su cargo el 11 de septiembre de 2023: liderar la conmemoración de los 50 años del golpe. Asumió el cargo el 11 de marzo de 2022.

## Controversias
En enero de 2025, la ministra junto a su tía la senadora Isabel Allende Bussi, se vio involucrada en la fallida venta de la casa de Salvador Allende al Estado. En el caso de la ministra Fernández, dos abogados, por iniciativa propia, decidieron acudir el 20 de enero de 2025 ante el órgano para que se tramite su inhabilidad en el cargo.

## Historial electoral

### Elecciones municipales de 2008
- Elecciones municipales de 2008, por el concejo municipal de Ñuñoa[22]

(Se consideran sólo candidatos con más 3 % de los votos)

### Elecciones municipales de 2012
- Elecciones municipales de 2012, para la alcaldía de Ñuñoa[23]

### Elecciones parlamentarias de 2013
- Elecciones parlamentarias de 2013, candidata a diputada por el distrito 21 (Ñuñoa y Providencia)[24]

### Elecciones parlamentarias de 2017
- Elecciones parlamentarias de 2017, candidata a diputada por el distrito 10 (La Granja, Macul, Ñuñoa, Providencia, San Joaquín y Santiago)[25]